# Mike and The Mechanics
Mike and The Mechanics es el primer álbum de la banda inglesa Mike and the Mechanics, fundada por Mike Rutherford, conocido como bajista y guitarrista del grupo Genesis. El álbum, publicado en 1985, llegó al puesto 26 del Billboard 200, y generó tres singles de éxito en el BillBoard Hot 100 Chart: "Silent Running" (número 6, y número 1 en el Mainstream Rock Tracks Chart), con el cantante Paul Carrack, "All I need is a miracle" (número 5), con el cantante Paul Young, y "Taken In", con menor éxito, (nº32 en Hot 100 y n.º 7 en Billboard Adult Contemporary Singles Chart). Las dos primeras canciones tuvieron éxito también en el Reino Unido, siendo nº21 y 53 respectivamente en el UK Singles Chart.

## Lista de canciones
1. Silent Running - 6:16
2. All I Need Is A Miracle - 4:11
3. Par Avion - 3:37
4. Hanging By a Thread - 4:42
5. I Get The Feeling - 4:32
6. Take The Reins - 4:20
7. You Are The One - 3:47
8. A Call To Arms - 4:43
9. Taken In - 4:20

Excepto (1), compuesta por B.A.Robertson/Mike Rutherford, Todas las canciones compuestas por Neil/Rutherford, con ayuda de Robertson (en 4, 6 y 8), además de Banks/Collins en esta última.

## Creación del álbum
Mike Rutherford inició la composición de un puñado de canciones, a partir de grabaciones sueltas, con mayor o menor desarrollo, en algunos casos simples riffs de guitarra, o ritmos de unos pocos segundos. El productor Christopher Neil vio suficiente potencial para un álbum en algunos de los trozos, así que le animó a continuar el trabajo. Rutherford fue combinando y desarrollando esos bocetos hasta ir obteniendo canciones completas, que el propio Neil se encargó de rematar (excepto en el caso de "Silent Running", coescrita por Rutherford y B.A.Robertson). El propio Rutherford declaró que "(Neil) es mucho mejor rematando, y yo soy mucho mejor empezando, así que es una estupenda combinación". 
Es singular el caso de "Par Avion", concebida por Rutherford como una canción "con potente batería", pero que Neil convirtió a una balada, que Rutherford coincidió en que era lo adecuado para esa composición, que finalmente acabó sonando en el episodio "Yankee Dollar", de la serie Miami Vice. 
Por otro lado, el tema "A call to arms" empezó siendo un fragmento suelto de las sesiones de grabación del álbum de 1983 Genesis (de la banda Genesis), pero a ninguno de los tres les gustó. Tanto Tony Banks como Phil Collins dieron permiso a Rutherford para usar ese fragmento para componer una canción propia para su nueva banda, con la ayuda de Christopher Neil y B.A.Robertson.
Las letras de todas las canciones son de Rutherford, aunque incluyó en los créditos a Neil por la letra de "You Are The One".

## Músicos
Mike Rutherford - guitarra y bajo
Paul Carrack - voces (voz principal en 1, 5 y 8)
Paul Young - voces (voz principal en 2, 4, 6, 8 y 9)
Adrian Lee - teclados
Peter Van Hooke - percusiones
Colaboraciones:
John Kirby - voces (voz principal en 3 y 7)
Luís Jardim - percusión
Alan Murphy - guitarra

Christopher Neil - coros
- Datos: Q1153026